# Горем (переписна місцевість, Мен)
Горем (англ. Gorham) — переписна місцевість (CDP) в США, в окрузі Камберленд штату Мен. Населення — 7469 осіб (2020).

## Географія
Горем розташований за координатами 43°41′33″ пн. ш. 70°26′7″ зх. д. / 43.69250° пн. ш. 70.43528° зх. д. (43.692475, -70.435145).  За даними Бюро перепису населення США в 2010 році переписна місцевість мала площу 19,88 км², з яких 19,83 км² — суходіл та 0,05 км² — водойми.

## Демографія
Згідно з переписом 2010 року, у переписній місцевості мешкали 6882 особи в 2213 домогосподарствах у складі 1410 родин. Густота населення становила 346 осіб/км².  Було 2319 помешкань (117/км²).
Расовий склад населення:
| - 96,1 % — білих - 1,0 % — азіатів - 0,7 % — чорних або афроамериканців - 0,4 % — корінних американців |

До двох чи більше рас належало 1,5 %. Частка іспаномовних становила 1,0 % від усіх жителів.
За віковим діапазоном населення розподілялося таким чином: 18,6 % — особи молодші 18 років, 66,7 % — особи у віці 18—64 років, 14,7 % — особи у віці 65 років та старші. Медіана віку мешканця становила 33,2 року. На 100 осіб жіночої статі у переписній місцевості припадало 86,7 чоловіків;  на 100 жінок у віці від 18 років та старших — 84,5 чоловіків також старших 18 років.
Середній дохід на одне домашнє господарство  становив 72 775 доларів США (медіана — 60 625), а середній дохід на одну сім'ю — 91 337 доларів (медіана — 78 813). Медіана доходів становила 62 399 доларів для чоловіків та 45 417 доларів для жінок. За межею бідності перебувало 7,0 % осіб, у тому числі 2,0 % дітей у віці до 18 років та 8,9 % осіб у віці 65 років та старших.
Цивільне працевлаштоване населення становило 3319 осіб. Основні галузі зайнятості: освіта, охорона здоров'я та соціальна допомога — 35,9 %, виробництво — 10,9 %, роздрібна торгівля — 10,2 %, фінанси, страхування та нерухомість — 9,6 %.